# Rupse
Rupse (nep. रुप्से) – gaun wikas samiti w zachodniej części Nepalu w strefie Lumbini w dystrykcie Palpa. Według nepalskiego spisu powszechnego z 2001 roku liczył on 383 gospodarstw domowych i 2062 mieszkańców (1135 kobiet i 927 mężczyzn).